# Etruscodytes nethuns
Etruscodytes nethuns Mazza, Cianferoni e Rocchi, 2013 è un coleottero della famiglia Dytiscidae, unica specie del genere Etruscodytes.

## Etimologia
L'epiteto generico è formato dalla combinazione della parola etruscus (da Etruria) e dal termine greco δύτες (dytes = subacqueo).

L'epiteto specifico si riferisce a Nethuns, divinità etrusca dei pozzi.

## Descrizione
Etruscodytes nethuns è lungo circa 2 mm. Presenta un corpo allungato di colore marrone chiaro scarsamente pigmentato. La testa è molto larga e ha occhi molto ridotti visibili ventralmente. Dorsalmente, il pronoto e le elitre presentano setole corte e sparse sulla superficie, lateralmente presentano setole tattili lunghe e sottili. Il processo prosternale, deviato verso l'alto e verso le procoxe, presenta l'apice a contatto con la proiezione anteriore del metasterno. Gli sterniti 2 e 3 non sono fusi come nel genere Siettitia e le elitre non sono completamente fuse lungo la sutura.

## Biologia
Ancora sconosciuta la biologia di questo coleottero.

## Distribuzione e habitat
È stato scoperto in un pozzo vicino a Calenzano (Firenze).

Etruscodytes è l'unico genere di ditiscidi freatobii in Italia; in Europa troviamo anche Siettitia con due specie in Francia (S. avenionensis, S. balsetensis) e Iberoporus con una specie (I. cermenius) in Spagna. 